# 宜兴西站
宜兴西站是位于江苏省宜兴市宜城街道已撤销的一个铁路车站，邮政编码214200，有新长铁路经过该站，现仅办理货运业务，不办理客运业务，车站及其上下行区间未电气化。车站距离新沂站489公里，隶属上海铁路局，是三等站。
车站于1998年开工，原名宜兴站，2003年投入运营。站场设有3条到发线、预留1条，设有基本站台和中间站台各一座。车站站房为线下式，低于站台4.1米，面积1605平方米，最高聚集人数为500人。2013年6月20日车站更名为宜兴西站，宜兴站一名用于宁杭客运专线新建车站。